# تيبي أوئيسوغي
تيبي أوئيسوغي (باليابانية: 上杉 哲平) (11 نوفمبر 1985 في كوبه في اليابان – )؛ هو لاعب كرة قدم كان يلعب كحارس مرمى.